# Thrill Jockey
Thrill Jockey es una compañía discográfica independiente estadounidense establecida en 1992 en Nueva York por la ex A&R del sello Atlantic Records Bettina Richards. Richards comenzó el sello con un capital inicial, suyo y de su familia,  de US$35.000 mientras trabajaba en una tienda de discos en Hoboken, Nueva Jersey. En 1995 ella traslada el sello a Chicago, ya que en esa ciudad "el alquiler y los impuestos son mucho más baratos".
Thrill Jockey pone a disposición del público todos los temas lanzados por ellos a través de su sitio en internet mediante streaming. "Creo que si la gente puede oír los álbumes, luego suelen comprarlos" declaró Richards al periódico Chicago Reader
Entre los artistas que han grabado por el sello se incluyen Tortoise, The Sea and Cake, Trans Am, Mouse on Mars, ADULT., Nobukazu Takemura, Bobby Conn, Tom Verlaine, Freakwater, The Zincs, The National Trust, Eleventh Dream Day, Califone, Chicago Underground Duo, Howe Gelb/Giant Sand, Oval, Town & Country, Archer Prewitt, Sam Prekop, The Lonesome Organist, OOIOO, Pit er Pat, Sumac y The Fiery Furnaces, entre otros. Ocurre también que artistas de distintos grupos dentro del sello colaboran entre sí, generando proyectos derivados.

## 15º aniversario
En el 2007, bandas que pertenecieron y que pertenecen al catálogo del sello grabaron temas para la edición de un box set para conmemorar el 15º aniversario del sello. Se le pidió a cada banda que eligiera un tema de otra banda para grabar un cover.El resultado es Plum 7" Box Set, lanzado el 4 de diciembre en 10 discos de 7".